# شورش‌های قابس (۱۹۴۱)
شورش‌های قابس موجی از خشونت‌های یهودستیزانه در جهان عرب در سال ۱۹۴۱ بودند که برای سه روز در شهر تونسی قابس رخ دادند. این رویداد بدترین خشونت‌ها علیه یهودیان در منطقه شمال آفریقا در جریان جنگ جهانی دوم را رقم زدند.

## رویداد
شورش‌ها هنگامی آغاز شدند که گروهی از عرب‌ها به سوی محله یهودی شهر هجوم برده، ۷ یهودی را کشتند و ۲۰ تن را زخمی کردند. همچنین، یک افسر پلیس نیز در جریان درگیری‌ها کشته شد.
زیوی حداد، از یهودیان قابس، با یادآوری خاطره دویدن مادرش به بیرون از خانه برای مراقبت از دخترش و اینکه مادر بلافاصله پس از بیرون آمدن از خانه مورد هجوم قرار گرفت می‌گوید:
یک عرب [مادرم را] به زمین انداخت و دیگری او را گرفت و تلاش کرد تا گلویش را ببرد.